# Kolej linowa w Lizbonie
Kolej linowa w Lizbonie – kolej linowa znajdująca się w Lizbonie, w dzielnicy Parc des Nations, przeznaczona jest do celów turystycznych. Kolejka łączy oceanarium z Wieżą Vasco da Gama, biegnie nabrzeżem wzdłuż pasażu spacerowego. 
Kolej jest częścią kompleksu architektonicznego wybudowanego na światową wystawę Expo 1998. Znajduje się na północ od ujścia rzeki Tag do oceanu Atlantyckiego. Kolej nie umożliwia przeprawy przez rzekę, roztacza się z jej wagoników widok na pobliski most Vasco da Gamy o długości 17,2 km.
Kolej ma jedną linę nośno-napędową podpartą na wieżach końcowych i 9 pośrednich, poruszającą się cały czas w jednym kierunku ze stałą prędkością 4 m/s. Gondole wpinane do liny, są wypinane z napędu na stacjach końcowych, w ruchu może być maksymalnie 40 kabin, każda może pomieścić 8 osób. Maksymalna wysokość nad ziemią 30 metrów, a długość trasy około 1200 metrów. 
Dojazd do kolei umożliwia lizbońskie metro ze stacją Oriente i kompleks kolejowy o tej samej nazwie.